# نیشواتس
نیشواتس (به صربی: Niševac) یک منطقهٔ مسکونی در صربستان است که در سورییگ واقع شده‌است. نیشواتس ۵۲۳ نفر جمعیت دارد.